# ウォルター・ウェイド (植物学者)
ウォルター・ウェイド（Walter Wade、1760年 - 1825年）はアイルランドの植物学者、医師である。ダブリンのアイルランド国立植物園（アイルランド語:Garraithe Náisiúnta na Lus）の初代園長を務めた。

## 概要
1790年頃、ダブリンで医師を務めていた。アイルランドにも住んだ博物学者のエィルマー・バーク・ランバートからジェームズ・エドワード・スミスへの手紙のなかにウェイドへの言及があり、ダブリンに植物園を作るために£300の助成金を得たウェイドの尽力や「ダブリンの植物誌」（Flora Dublinensis）の出版の計画を報じている 。ダブリンの植物誌についてはFloræ Dublinensis Specimenというタイトルの原稿が存在しているが出版されることはなかった。役人で詩人のトーマス・ティッケル（Thomas Tickell）が残した屋敷と庭園をアイルランド議会が購入した場所に植物園が作られ、ウェイドは初代の園長になった。これが現在のアイルランド国立植物園となった。
1794年の著作、 "Catalogus Systematicus Plantarum indigenarum in comitatu Dublinensi … pars prima", を出版した。ラテン語の著作でリンネの分類法で分類され、ラテン語、英語、アイルランド語の索引がつけられた。一部の草木と隠花植物の巻の刊行も予告されたが実現しなかった。イギリス生まれで、1833年にアイルランドで"Irish Flora"を出版したキャサリン・ソフィア・ケイン（Katherine Sophia Kane）はウェイドの著作をアイルランド最初の分類学的著作であると評価し、ウェイドをアイルランドに植物愛好者を広めた人物であると評価した。1811年王立協会フェロー選出。